# Зарьков, Борис Константинович
Бори́с Константи́нович Зарько́в (род. 22 ноября 1974 г., Москва, РСФСР, СССР) — российский ресторатор, предприниматель, основатель ресторанного альянса White Rabbit Family. Проекты компании входят в международные рейтинги и отмечены звёздами гида «Мишлен».

## Ранние годы
Родился в Москве 22 ноября 1974 года. В 1990 году закончил лицей № 1511 при МИФИ. В том же году поступил на факультет кибернетики МИФИ. На втором курсе начал заниматься бизнесом и перевёлся на факультет управления производством в МГТУ «Станкин». Закончил его в 1995 году.

## Начало предпринимательской деятельности
В студенческие годы владел сетью автомоек в Москве. Первый ресто-бар «Пуазон» (Poison) открыл в 2003 году вместе с Константином Ивлевым и Антоном Сотниковым, заведение проработало три года. В 2006 году начал работу его кафе-караоке «Буфет», работающее до сих пор. В 2010 году открыл в Москве семейный ресторан «Luciano», спустя год - свой самый знаковый проект «White Rabbit», в сотрудничестве с Александром Затуринским (шефом и третьим партнером в обоих местах первые пару лет был Ивлев, однако, ввиду серьезного конфликта, мужчины разорвали все деловые отношения). Зарьков усиленно сотрудничает с крупными холдингами, известными рестораторами (в том числе, с Аркадием Новиковым и Тимуром Ланским). 

## Создание ресторанного альянса White Rabbit Family
В 2011 году заработал ресторан White Rabbit. Гастрономические критики называют проект флагманским для альянса WRF, который был создан годом позже — в 2012. Концепция заведения — современная русская кухня. Шеф-повар White Rabbit Владимир Мухин в 2021 году по версии премии Best Chef Awards Архивная копия от 28 октября 2021 на Wayback Machine был признан девятым в мире среди шеф-поваров.

## Московские проекты WRF
В Москве работают 15 проектов Бориса Зарькова: White Rabbit, Chef’s Table, Сахалин, Krasota, Selfie , «Горыныч», Zodiac, Mushrooms, TEHNIKUM, бар «Коробок», кафе Benedict, совместный с ресторатором Аркадием Новиковым гастромаркет «Вокруг Света», бургерные «Ракета» , совместное с Ксенией Собчак well-being бистро SHE, шеф-поваром которого стал цифровой аватар, ресторан «Гвидон» и совместный с Тимуром Ланским ресторан «Чудо-Юдо». Зарьков — автор концепций проектов альянса, он выступает спикером на форумах, принимает участие в дискуссиях и обсуждениях на темы гастрономии и бизнеса.

## Южный филиал WRF
В 2013 году перед Зимними Олимпийскими играми 2014 в Сочи основан Южный филиал White Rabbit Family. Он включает ресторан Red Fox, который признан гастрономическими критиками флагманским в южном филиале альянса, а также проекты «Плакучая Ива», «Чё? Харчо!», «Огонёк», «Сахалин», Luciano, Chicha.bar.

## Международные проекты WRF
В 2017 году открылся ресторан Selfie Astana в Астане. Летом 2021 года заработал проект в Турции, в городе Бодрум — Sakhalin Bodrum. В феврале 2024 года появился Sakhalin Istanbul, а в уже в декабре того же года бренд Sakhalin прошел в Дубай. Там же с апреля 2023 года работает гастрономический театра Krasota от WRF.

## POP-UP IKRA
В июне 2021 года в городе Плёс заработал сезонный проект IKRA. Формат ресторана — chef’s table на 18 персон, где можно заказать дегустационные сеты из локальных продуктов. Концепция планируется масштабироваться в других городах России.

## The World’s 50 Best Restaurants
- В 2015 году White Rabbit впервые вошёл[18] в топ-50 рейтинга The World’s 50 Best Restaurants, заняв 23 место.[19], ресторан отметили в номинации «Дебют года».[20]
- В 2016 году White Rabbit стал 18.[21]
- В 2017 году в расширенную часть рейтинга попал ещё один ресторан WRF — Selfie во главе с шеф-поваром Анатолием Казаковым. Проект занял 88 место.[22]
- В 2018 году White Rabbit поднялся на 15 строчку рейтинга, Selfie на 70 позицию.[23]
- В 2019 году Selfie улучшил результат на 5 пунктов, став 65, White Rabbit оказался на 13 месте.[24]
- В 2020 году из-за пандемии коронавируса церемония не проводилась.
- В 2021 результаты рейтинга объявили в городе Антверпен. Ресторан White Rabbit занял 25 место.[25]

## Гид MICHELIN
14 октября 2021 года в концертном зале «Зарядье» состоялась первая в России церемония присуждения звёзд гида MICHELIN. Три ресторана WRF — White Rabbit, Selfie и «Сахалин» получили по одной звезде красного гида. Ещё два проекта ресторатора — Mushrooms и Tehnikum — были также отмечены «Мишленом» и рекомендованы гидом к посещению в 2022 году.

## Звания и награды
- Лауреат национальной премии «Гостеприимство» за вклад в развитие индустрии гостеприимства 2016 года[29]
- «Ресторатор года» по версии премии «Человек года-2016» журнала GQ[30]
- «Ресторатор года» по версии «Ресторанного рейтинга» журнала GQ 2017[31]
- «Ресторатор года» по версии «Ресторанного рейтинга» журнала GQ 2018[32]
- Победитель в номинации «Ресторанный бизнес» по версии премии «Cosmopolitan Man Awards»[33]
- Номинация «За вклад в развитие и внедрение инновационных решений в ресторанную индустрию России» в 2020 году по версии национальной ресторанной премии WhereToEat Russia 2022[34].

## Книга «Менеджмент глазами ресторатора»
В октябре 2024 года вышла книга Бориса Зарькова под названием «Менеджмент глазами ресторатора» издательства Bookwings. За первые три месяца тираж в 25 тысяч экземпляров был полностью раскуплен, что позволило называть книгу «бестселлером». 

## Семья
Женат. Ирина Зарькова — директор по коммуникациям White Rabbit Family. Дети — Лука, Мария, Нина.